# Amphiprion ocellaris
Cá hề ocellaris, cá hề Nemo, cá Nemo (tên khoa học: Amphiprion ocellaris) là một loài cá hề thuộc chi Amphiprion trong họ Cá thia. Loài này được mô tả lần đầu tiên vào năm 1830.

## Từ nguyên
Từ định danh bắt nguồn từ tiếng Latinh mang nghĩa là "có đốm to như mắt", hàm ý đề cập đến một đốm lớn màu trắng trên vây đuôi của mẫu định danh. Albert Günther (1862) ghi chú rằng, vệt đốm này xuất hiện do tác động hóa học của một số chất lỏng và chỉ nhìn thấy ở một bên vây.

## Phạm vi phân bố và môi trường sống
Từ quần đảo Andaman và Nicobar, phạm vi của A. ocellaris trải dài đến hầu hết vùng biển các nước Đông Nam Á, ngược lên phía bắc đến đảo Đài Loan và quần đảo Ryukyu (Nhật Bản), phía nam đến vùng bờ biển tây bắc Úc. Loài này sinh sống gần các rạn san hô gần bờ hay trong các đầm phá nông, lặng sóng ở độ sâu đến ít nhất là 15 m.
A. ocellaris sống cộng sinh với ba loài hải quỳ là Heteractis magnifica, Stichodactyla gigantea và Stichodactyla mertensii. Cá con xác định loài hải quỳ ưa thích của chúng bằng các kích thích khứu giác chứ không phải bằng các kích thích thị giác.

## Mô tả
A. ocellaris có chiều dài cơ thể tối đa được ghi nhận là 11 cm. Loài cá này có màu cam sáng với ba dải sọc trắng; dải giữa có phần lồi ra hướng về phía đầu. Các dải trắng này có viền đen nhưng không dày và đậm màu như viền đen của Amphiprion percula. Các vây có viền đen dày hơn.
A. ocellaris có một biến thể kiểu hình được ghi nhận ngoài khơi Lãnh thổ Bắc Úc: cơ thể màu đen hoàn toàn trừ các dải sọc vẫn còn màu trắng. Không rõ biến thể này có liên quan đến một loài hải quỳ cụ thể nào hay không.

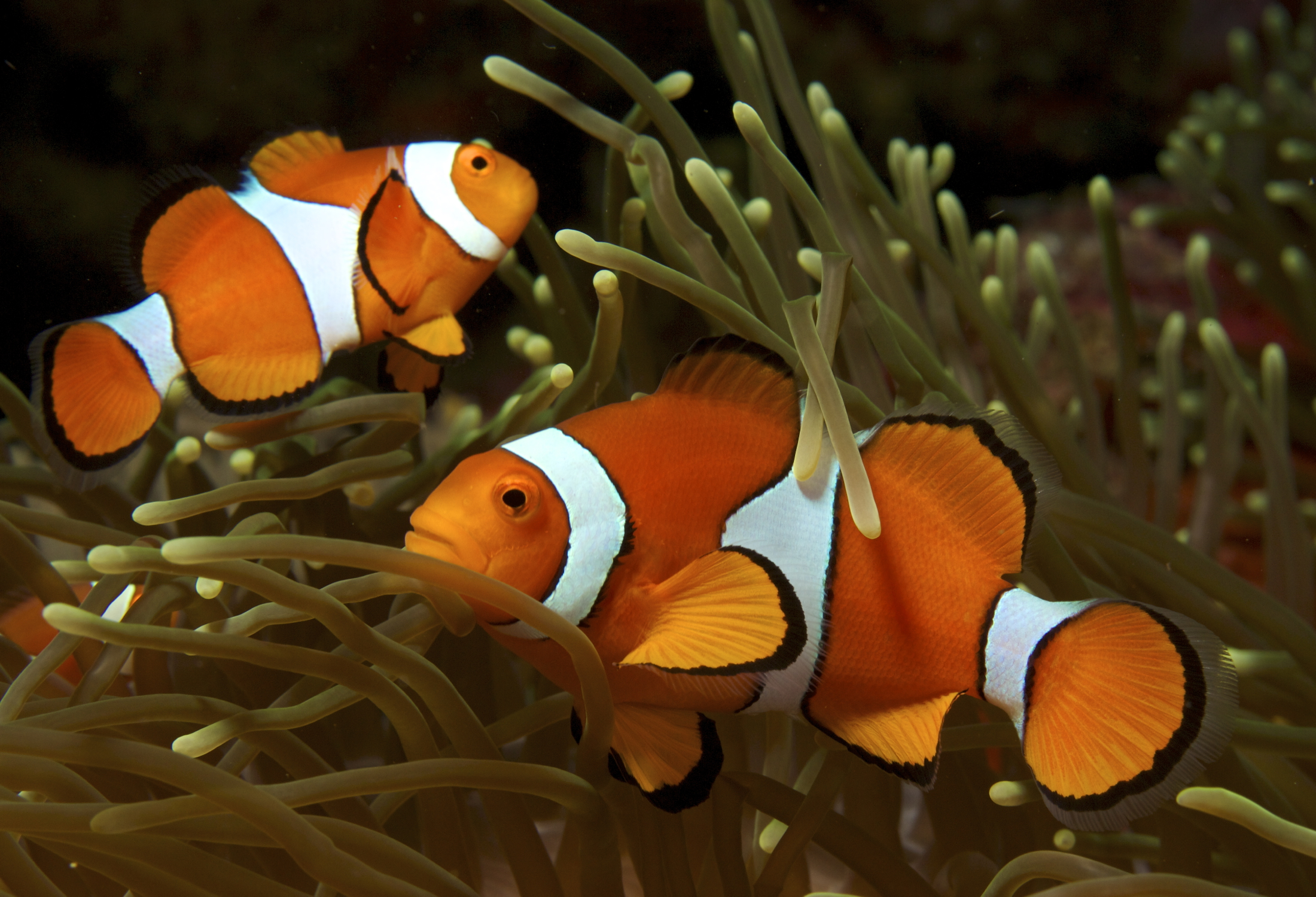
Một cặp A. ocellaris

Số gai ở vây lưng: 10–11; Số tia vây ở vây lưng: 13–17; Số gai ở vây hậu môn: 2; Số tia vây ở vây hậu môn: 11–13. A. ocellaris có 11 gai vây lưng (ít khi 10) so với 10 gai (ít khi 9) ở A. percula, và phần gai này của A. ocellaris cao hơn so với A. percula.

## Sinh thái học
Như những loài cá hề khác, A. ocellaris cũng là một loài lưỡng tính tiền nam (cá cái trưởng thành đều phải trải qua giai đoạn là cá đực) nên cá đực có kích thước nhỏ hơn cá cái. Một con cá cái sẽ sống thành nhóm cùng với một con đực lớn (đảm nhận chức năng sinh sản) và nhiều con đực nhỏ hơn. Trứng được cá đực lớn bảo vệ và chăm sóc cho đến khi chúng nở. Khi cá cái chết đi hoặc biến mất, cá đực lớn sẽ chuyển đổi giới tính thành cá cái và đứng đầu đàn.
A. ocellaris hoạt động mạnh nhất vào buổi sáng, ít hơn vào giữa trưa và hầu như không di chuyển vào ban đêm. Một thí nghiệm cho thấy, trứng của A. ocellaris khi được ấp trong điều kiện có ánh sáng nhân tạo thì sẽ không nở. Điều này cho thấy, ánh sáng nhân tạo vào ban đêm có thể làm giảm đáng kể khả năng sinh sản ở A. ocellaris, cũng như những loài cá rạn san hô khác.
Thức ăn của A. ocellaris là động vật phù du, một số loài thủy sinh không xương sống nhỏ và tảo.

## Thương mại
A. ocellaris là một trong những loài cá cảnh biển phổ biến nhất trên thế giới. Loài này đã được nhân giống trong điều kiện nuôi nhốt và có thể sống đến 12 năm tuổi. Mặc dù các loài cá hề vẫn có thể sống sót nếu sống cộng sinh cùng với các loài hải quỳ không phải vật chủ ưa thích của chúng, A. ocellaris sẽ sinh trưởng tốt hơn trong điều kiện nuôi nhốt nếu được sống cùng với các loài hải quỳ tự nhiên của chúng.

## Trong văn hóa đại chúng
Hai bố con Marlin và Nemo, những nhân vật trong bộ phim hoạt hình Đi tìm Nemo và phần tiếp theo là Đi tìm Dory thuộc loài cá hề này, A. ocellaris.